# Johnny Påhlsson
Pål Erik Johnny Påhlsson (ur. 13 maja 1941 w Torsby, zm. 21 listopada 2009 w Lakene) – szwedzki strzelec.
Czterokrotnie brał udział w igrzyskach olimpijskich: w 1972, 1976, 1984 i 1988. Za każdym razem startował w trapie. W Monachium był 5. ze 192 punktami, w Montrealu zajął 10. miejsce ze 181 pkt, w Los Angeles uplasował się na 8. pozycji ze 184 punktami, a w Seulu zakończył rywalizację na 25. miejscu, zdobywając 142 punkty. Reprezentował kluby JSK Nimrod Uddevalla i Uddeholms JSK Hagfors.
Z zawodu był operatorem maszyn rolniczych. Żonaty z Margarethą, z którą miał dwóch synów: Thomasa i Larsa.